# David Daniels
David Daniels, född 12 mars 1966 i Spartanburg, South Carolina, är en amerikansk operasångare (countertenor).
Daniels fick sin första skolning av sina två föräldrar (båda sånglärare). Han startade som sopran i en kör men sjöng sedan som tenor när han blev äldre. Han visade ingen framgång som tenor under sina studier på Cincinnati College Conservatory of Music utan bytte till countertenor-stämma under sin masterutbildning för George Shirley på University of Michigan.
Han debuterade 1992 och vann Richard Tucker Award 1997. 1999 debuterade han på Metropolitan som Sesto i Händels Giulio Cesare in Egitto. Numer har han nästan sjungit alla de stora hjälterollerna som förknippas med countertenorer (varav många skrivna för kastratsångaren Senesino), bl.a.: Julius Caesar (i Händels Giulio Cesare in Egitto), Rinaldo (i Händels Rinaldo), Tamerlano (i Vivaldis Bajazet), Bertarido (i Händels Rodelinda), Arsamene (i Händels Xerxes), Ottone (i Monteverdis Poppeas kröning) och Orfeo (i Glucks Orfeus och Eurydike).
Han har en stark och virtuos röst som gör honom lämplig som barocksångare men i sitt recitalprogram sjunger han även många 1900-talsverk, till exempel Benjamin Britten.